# Famille de Bruc
La famille de Bruc est une famille subsistante de la noblesse française. Elle est originaire de la province de Bretagne.

## Histoire
Gustave Chaix d'Est-Ange rapporte que Bernard Chérin écrit qu'en Bretagne plusieurs terres du nom de Bruc ont pu donner leur nom à différents possesseurs. Woelmont penche pour la châtellenie de ce nom, paroisse de Guéméné-Penfao, 
Originaire de Bretagne, la famille de Bruc a une filiation noble prouvée remontant à 1439 d'après Chérin, écrit Régis Valette, mais une note d'Hozier indique : « Je ne crois véritable que les degrés depuis environ le siècle 1500 ».
Elle a donné plusieurs branches, dont l'une est devenue de Malestroit de Bruc de Montplaisir par décret de 1861 et une autre a relevé le nom Chabans en 1924.

## Personnalités
- Jean de Bruc (1576-1671), seigneur de la Grée, de Montplaisir, de La Verrerie, de La Gournerie et de La Guerche, avocat au conseil du roi, procureur général et syndic des États de Bretagne, membre du Conseil d'État[4],[5]
- Suzanne de Bruc de Montplaisir, marquise du Plessis-Bellière et de Faÿ-lès-Nemours (1617-1705), épouse de Jacques de Rougé du Plessis-Bellière.
- Jean de Malestroit de Bruc de Montplaisir (1932), écrivain.

### Les ecclésiastiques
- Henri de Bruc de Montplaisir, (1608-1689), abbé commendataire de l'abbaye de Bellefontaine, frère de la marquise du Plessis-Bellière, et du premier cercle de Nicolas Fouquet.
- Henri-Marie-Claude de Bruc-Montplaisir (1751-1826), évêque de Vannes.
- Antoinette de Bruc de Montplaisir (1614-), supérieure du couvent des Ursulines de la Davrays alors à Saint-Géréon dès 1643[6]
- Hélène-Rosalie de Bruc de Montplaisir, supérieure du couvent de la Visitation de Nantes[7]
- Claude-Marie de Bruc de Montplaisir, supérieure du couvent de la Visitation de Nantes[7].
- Sophie-Félicité de Bruc de Montplaisir, supérieure du couvent de la Visitation de Nantes[7].

### Les militaires
- René de Bruc de Montplaisir (1610-1684), maréchal de camp et poète, créé marquis de la Guerche.
- François de Bruc de La Rablière (1623-1704), lieutenant général des armées du roi[8].
- Pierre de Bruc de Livernière (1766-19 février 1845 à Nantes), maréchal de camp[9], il sert dans le régiment Royal-Normandie cavalerie. Pendant la Révolution, il entre dans l'armée de Condé, devient général de division dans l'armée catholique et royale de Vendée, sous les ordres de Charette. Il est fait chevalier de l'ordre royal et militaire de Saint-Louis. Arrêté, il est incarcéré à Saumur, La Flèche et Paris (au Temple). Lorsque le duc d'Angoulême entre à Nantes en 1814, Pierre de Bruc de Livernière est à la tête de l'armée royale dans cette cité[réf. nécessaire]. Il est commandant de corps d'armée des « volontaires royaux de Vendée » en 1815.
- Marie Danguy (-1794), « comtesse Claude de Bruc du Cléray », amazone de l'armée catholique et royale[réf. nécessaire].
- Frédéric de Bruc-Montplaisir (né vers 1790 à Versailles), officier de la Légion d'honneur, chef d'escadron[10].

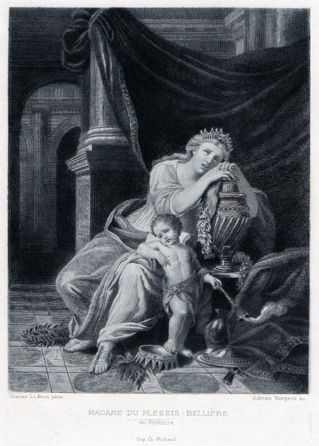
Marquise du Plessis-Bellière, née Suzanne de Bruc
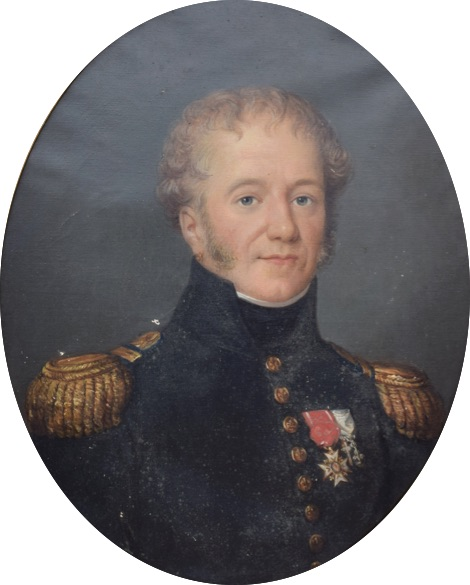
Pierre de Bruc de Livernière

## Titres
- La terre et seigneurie de La Guerche (à Saint-Brévin), dans l'évêché de Nantes, fut érigée en marquisat de la Guerche pour une branche de la famille de Bruc par lettres patentes de février 1682, en faveur de René de Bruc de Montplaisir, maréchal de camp et lieutenant du roi à Arras[11],[12]. LP enregistrées (malgré le décès du titulaire) à la Chambre des Comptes de Nantes le 18 février 1684, et au Parlement de Rennes le 3 juillet 1686[13].
- comte (titre non régulier)

## Châteaux, seigneuries, terres
- Logis des Bruc (Guémené-Penfao)
- Château de Livernière (La Chapelle-Heulin)
- Château de la Gournerie (Saint-Herblain)
- Château de la Girondais (La Cornuaille)
- Château de la Noë Bel-Air (Vallet)
- Château de la Houssinière (Nantes)
- Château de La Chapelle-Faucher
- Château du Bois-Bernier (Noëllet)
- Manoir des Salles (Mésanger)
- Château de la Porte-Neuve (Riec-sur-Bélon)
- Château du Rest (Grand-Champ)
- Manoir de la Guerche (Saint-Brévin-les-Pins)
- Château de la Verrie (Saint-Père-en-Retz)

## Alliances
Les principales alliances de cette famille sont : de Guéhéneuc de Boishue, de Cossé-Brissac.